# Праджняптивада
Праджняптивада (IAST: Prajñaptivāda, в будд. традиции — «те, которые проповедуют учение о номинальном») — одна из древнейших школ раннего буддизма ветви Махасангхика.
Школа Праджняптивада возникла ок. 250 года до н. э. Её основал выходец из Гималаев Махакатьяяна, который прибыл в Магадху, чтобы провести реформы в сангхе. Через некоторое время он создал свою собственную школу и вышел из Махасангхики. Наибольшим влиянием школа пользовалась в Магадхе и Кашмире.
Школа Праджняптивада разрабатывала учение о дхармах, утверждая, что все дхармы этого и другого мира (лаукика и локоттара) — только простые названия. Поэтому нельзя говорить, что дхармы есть или что их не существует. Она также иерархизировала саму реальность вещей. По мнению последователей школы, обычные эмпирические вещи имеют только частичную реальность, а страдание (дуккха) имеет абсолютную реальность (парамартха).

## Влияние на махаяну
В Праджняптиваде было сформулировано положение о двух истинах — абсолютной и относительной, которое привело к появлениям понятия упая (искусный приём обучения). Это положение позднее нашло отражение в Махаяне.
Праджняптивада повлияла на учение Нагарджуны, который в своём знаменитом сочинении «Муламадхъямака-карика» упоминает трактат Kaccāyanagotta Sutta, принадлежащий школе Праджняптивада. 